# Ferro-China Bisleri
Le Ferro-China Bisleri est un amer italien créé en 1881 par le pharmacien Felice Bisleri en tant que fortifiant, étant à base de quinquina et de sels de fer, d'où son nom. C'est le premier amer revendiquant une base métallique au monde.

## Caractéristiques
Pris en apéritif à l'origine, pour littéralement ouvrir l'appétit, avec ou sans adjonction d'eau de seltz, il se consommera par la suite également en digestif, le Citrate d'ammonium ferrique entrant dans sa composition étant un régulateur d'acidité (Additif alimentaire E381).
Il contient en outre du quinquina, comme les autres amers un mélange d'herbes aromatiques, et du colorant caramel.
Suivant les époques et pays d'exportation, on trouve des bouteilles affichant un degré d'alcool de 20°, 28,5°, etc. mais il titre aujourd'hui 21°.
Outre le goût caractéristique des amers à base de china, le Ferro-China Bisleri laisse un goût ferreux dans la bouche et sur les lèvres, certains le décrivant comme un goût de sang.

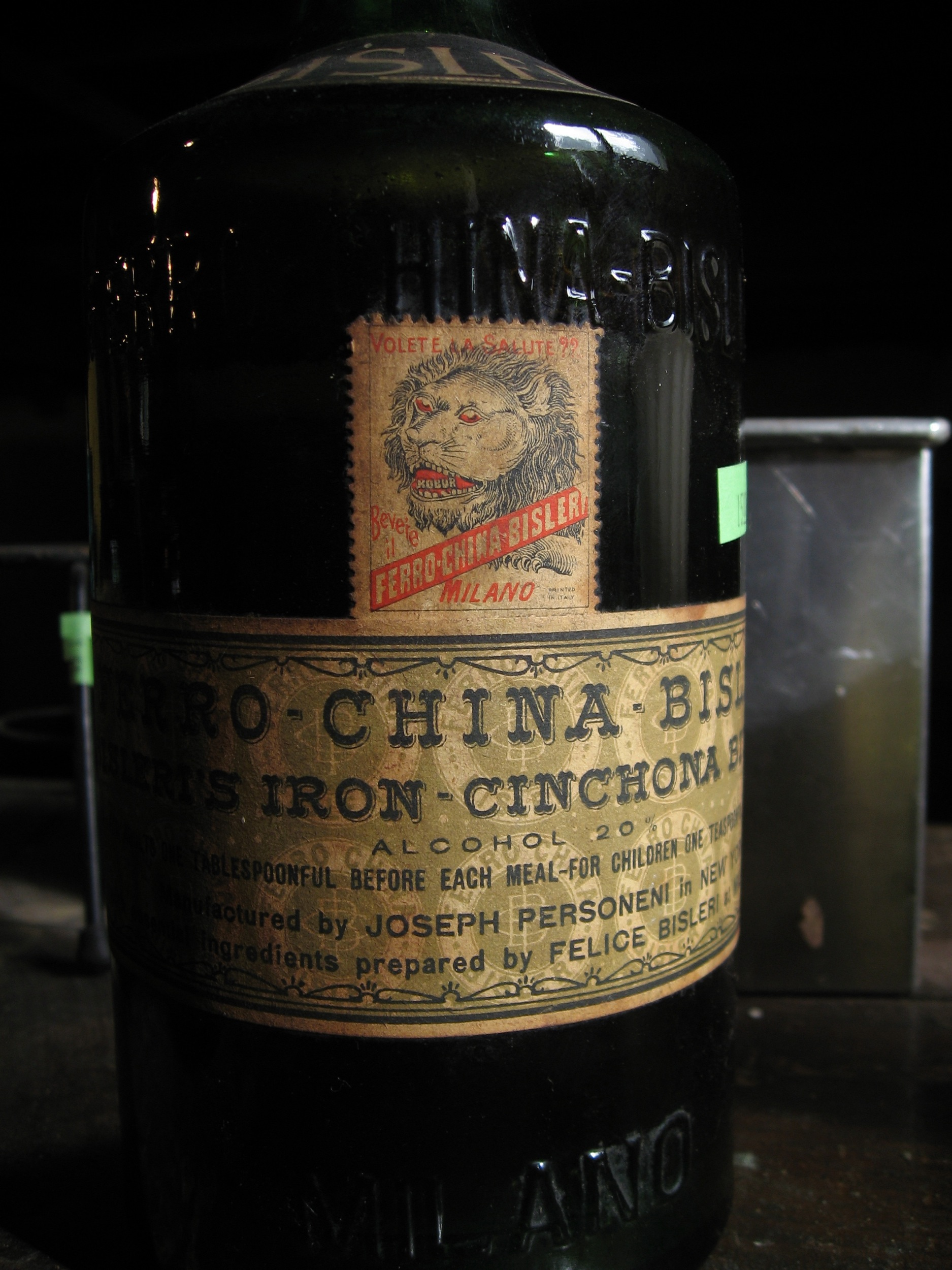
Bouteille datée de la prohibition aux USA.
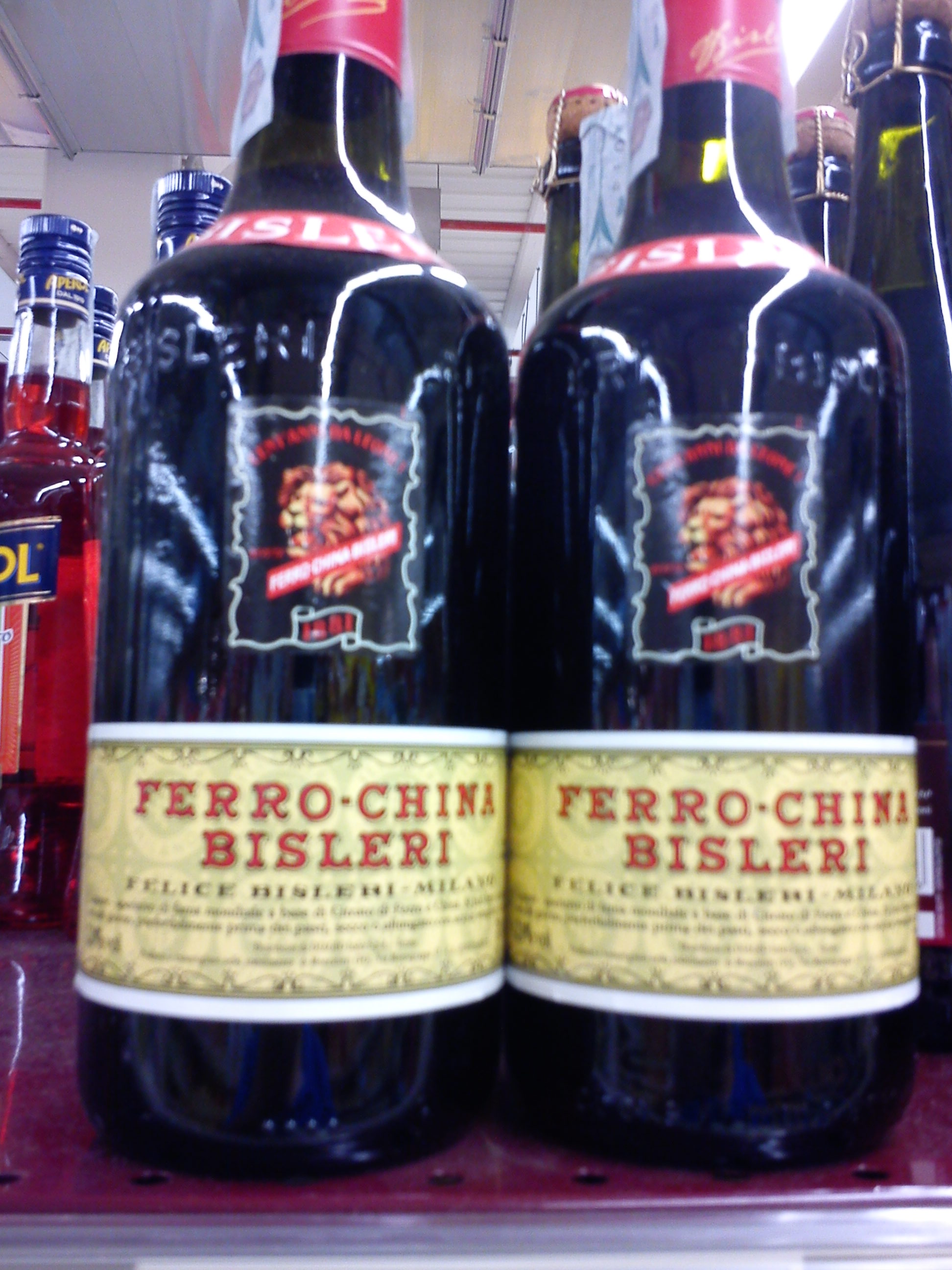
Bouteilles actuelles d'Amaro Ferro-China Bisleri.
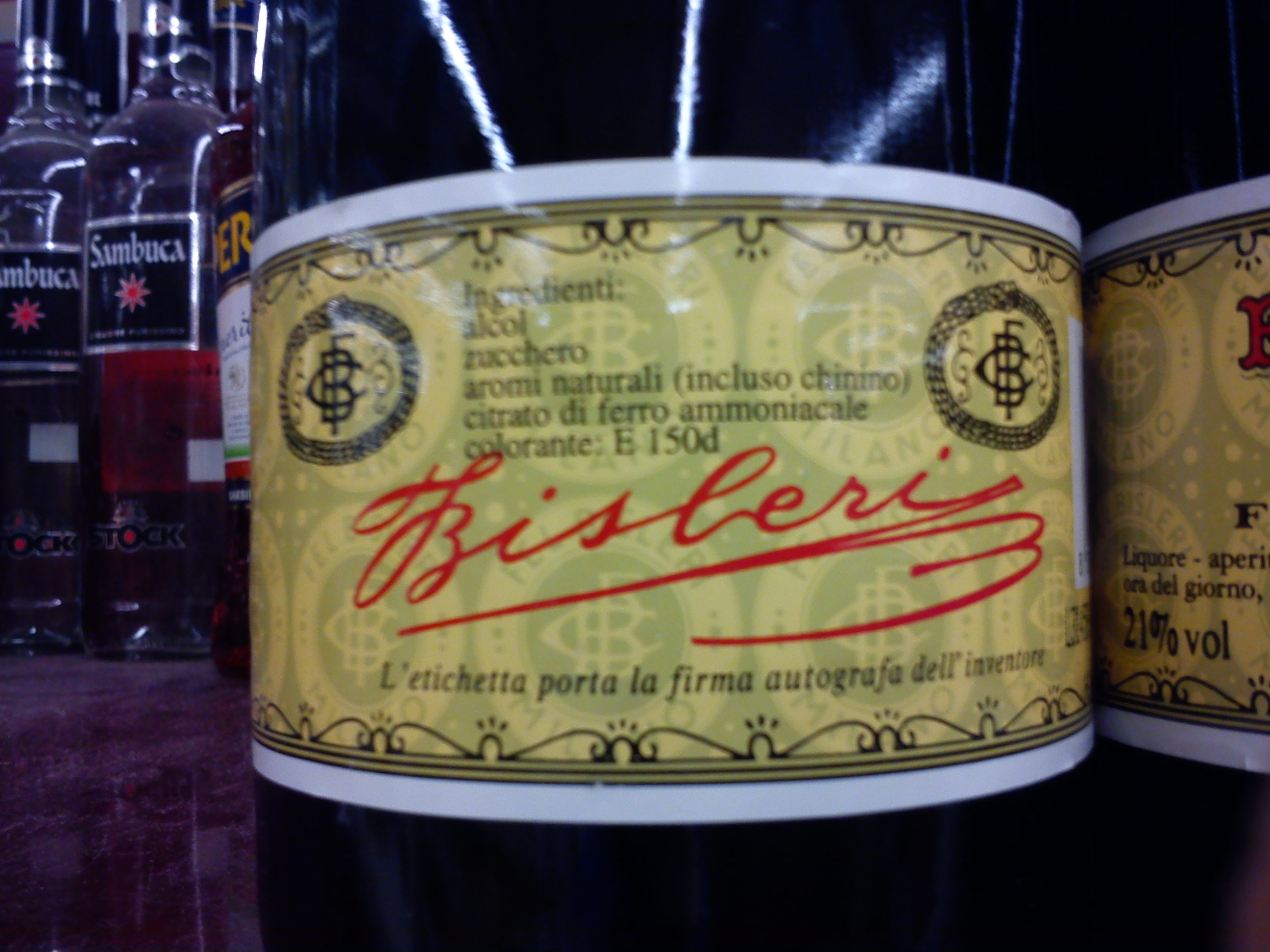
L'étiquette avec la composition.

## Publicité
Les affiches publicitaires de la marque évoquent militaires, pugilistes, qui boivent le Ferro-China Bisleri en tant que reconstituant.
On trouve beaucoup de ces affiches des années 70, âge d'or de la marque en Italie et à l'international.
Le slogan de la marque est: Volete la salute? Bevete Ferro-China Bisleri (Vous voulez la santé? Buvez Ferro-China Bisleri).
Sur l'étiquette figure depuis l'origine un lion dans la gueule duquel on pouvait lire ROBUR, signifiant force, vigueur en latin, et pouvant évoquer phonétiquement le rugissement du lion.